# 纳瓦尔尼 (电影)
是2022年上映的美国纪录片，由丹尼尔·罗赫执导。电影讲述俄罗斯反对派领袖阿列克谢·纳瓦利内中毒后，决心找出事件的幕后元凶。电影由HBO Max和CNN影业发行，2022年1月25日在圣丹斯电影节首映，获美国纪录片单元观众奖和人气电影奖。电影还赢得第95届奥斯卡金像奖最佳纪录片奖，以及第76屆英國電影學院獎最佳纪录片奖。

## 梗慨
2020年8月20日，从莫斯科乘坐航班前往托木斯克的俄罗斯反对派领袖阿列克谢·纳瓦利内身中致命神经毒气诺维乔克，身体状况垂危，半途需紧急降落鄂木斯克，到当地医院接受治疗，随后又被带到德国接受进一步治疗。经五家禁止化学武器组织认证的实验室检测，事件中的神经毒气为诺维乔克。纳瓦尔尼指责俄罗斯总统弗拉基米尔·普京制造事件，惟克里姆林宫否认参与其中。
事件发生后，荷兰调查网站啤令貓记者克里斯托·格罗泽夫、反腐败基金会（由纳瓦尔尼创办）主管玛丽亚·佩夫奇赫对事件展开详细调查，发现事件为普京总统指挥。

## 制作
电影于2021年1月13日公开，由加拿大纪录片导演丹尼尔·罗赫执导，原先是想讲克里斯托·格罗泽夫调查的其中一个事件。从恢复意识到2021年1月被捕期间，纳瓦尔尼参与了电影的拍摄。他表示摄制团队一直跟在他身边，即便是在机场过边检的时候。

## 发行
电影于2022年1月25日在圣丹斯电影节首映，入选美国纪录片竞赛单元，最终获得人气电影节和观众奖。2022年3月，华纳兄弟影业买下电影在美国的发行权，定于2022年4月11日和12日发行。
2022年4月24日，电影于美国有线电视新闻网首播，同步上线流媒体平台CNN+。2022年5月26日，电影在HBO Max上线。

## 反响
汇总媒体网站烂番茄根据97条评论打出99%的新鲜度，平均得分8.4/10。网站共识写道：“《纳瓦尔尼》像惊悚片一样扣人心弦，但其所述的反极权主义斗争实在太过严肃了。”Metacritic根据22条评论打出82/100的平均分，表示“普遍好评”。

### 奖项
| 大奖                   | 颁奖日期       | 奖项                       | 获得者                                                        | 结果 | 参考          |
| ---------------------- | -------------- | -------------------------- | ------------------------------------------------------------- | ---- | ------------- |
| 圣丹斯电影节           | 2022年1月30日  | 美国纪录片单元：观众奖     | 《纳瓦尔尼》                                                  | 獲獎 | [ 19 ]        |
| 圣丹斯电影节           | 2022年1月30日  | 美国纪录片单元：人气电影奖 | 《纳瓦尔尼》                                                  | 獲獎 | [ 19 ]        |
| 评论家选择纪录片奖     | 2022年11月13日 | 最佳纪录片                 | 《纳瓦尔尼》                                                  | 提名 | [ 20 ] [ 21 ] |
| 评论家选择纪录片奖     | 2022年11月13日 | 最佳政治题材纪录片         | 《纳瓦尔尼》                                                  | 獲獎 | [ 20 ] [ 21 ] |
| 评论家选择纪录片奖     | 2022年11月13日 | 最佳导演                   | 丹尼尔·罗赫                                                   | 提名 | [ 20 ] [ 21 ] |
| 评论家选择纪录片奖     | 2022年11月13日 | 最佳配乐                   | 马吕斯·德弗里斯、马特·罗伯森                                  | 提名 | [ 20 ] [ 21 ] |
| 评论家选择纪录片奖     | 2022年11月13日 | 最佳剪辑                   | 兰登·佩奇、玛雅·黛西·霍克                                     | 提名 | [ 20 ] [ 21 ] |
| 聖地牙哥影評人協會奖   | 2023年1月6日   | 最佳纪录片                 | 《纳瓦尔尼》                                                  | 提名 | [ 22 ]        |
| 舊金山灣區影評人協會奖 | 2023年1月9日   | 最佳纪录片                 | 《纳瓦尔尼》                                                  | 提名 | [ 23 ]        |
| 电影之眼荣誉           | 2023年1月12日  | 杰出非虚构电影             | 丹尼尔·罗赫、奥德萨·雷、黛安·贝克尔、梅兰妮·米勒、肖恩·鲍里斯 | 提名 | [ 24 ] [ 25 ] |
| 电影之眼荣誉           | 2023年1月12日  | 杰出制作                   | 敖德萨·雷、黛安·贝克尔、梅兰妮·米勒和肖恩·鲍里斯              | 獲獎 | [ 24 ] [ 25 ] |
| 电影之眼荣誉           | 2023年1月12日  | 观众选择奖                 | 《纳瓦尔尼》                                                  | 獲獎 | [ 24 ] [ 25 ] |
| 电影之眼荣誉           | 2023年1月12日  | 令人难忘奖                 | 阿列克谢·阿纳托利耶维奇·纳瓦利内                              | 獲獎 | [ 24 ] [ 25 ] |
| 乔治亚影评人协会奖     | 2023年1月13日  | 最佳纪录片                 | 《纳瓦尔尼》                                                  | 提名 | [ 26 ]        |
| 西雅图影评人协会奖     | 2023年1月17日  | 最佳纪录片                 | 《纳瓦尔尼》                                                  | 提名 | [ 27 ]        |
| 休斯顿影评人协会奖     | 2023年2月18日  | 最佳纪录片                 | 《纳瓦尔尼》                                                  | 提名 | [ 28 ]        |
| 美国导演工会奖         | 2023年2月18日  | 最佳纪录片导演             | 丹尼尔·罗赫                                                   | 提名 | [ 29 ]        |
| 英国电影学院奖         | 2023年2月19日  | 最佳纪录片                 | 丹尼尔·罗赫、黛安·贝克尔、肖恩·鲍里斯、梅兰妮·米勒、奥德萨·雷 | 獲獎 | [ 30 ]        |
| 和平电影奖             | 2023年2月24日  | 正义奖                     | 《纳瓦尔尼》                                                  | 獲獎 | [ 31 ]        |
| 美国制片人工会奖       | 2023年2月25日  | 最佳纪录片制片人           | 奥德萨·雷、黛安·贝克尔、梅兰妮·米勒和肖恩·鲍里斯              | 獲獎 | [ 32 ] [ 33 ] |
| 奥斯卡金像奖           | 2023年3月12日  | 最佳纪录片                 | 《纳瓦尔尼》                                                  | 獲獎 | [ 34 ]        |